# 水間ロン
水間 ロン（みずま ろん、1989年10月28日 - ）は、日本で活動する俳優。中国大連市生まれ、大阪府育ち。

## 概要
両親の故郷である中国・大連にて生まれる。父親は中国残留日本人であり、生後4か月で大阪に移住。
上京後に俳優活動を開始、いくつかの事務所に履歴書を送った中で、ザズウに所属することになる。

## 人物
- 中国語を話すことができる[1]。そのため中国人役を演じることもある。
- 小中高とバスケットボール部に所属していた[1]。
- 大学卒業後に上京、ゼロからオーディションを受けて舞台出演等を行う傍ら、中国を一人旅したり、日本でヒッチハイク旅を行ったりしていた[1]。

## 出演

### 映画
- 色あせてカラフル（2015年11月7日、トリウッド） - 悠木新 役[2]
- 永い言い訳（2016年10月14日、アスミック・エース） - 塾講師 役（声の出演）
- 何者（2016年10月15日、東宝） - 就活生 役
- ボクの妻と結婚してください。（2016年11月5日、東宝） - 塾講師 役
- オケ老人!（2016年11月11日、ファントム・フィルム） - 金髪 役
- ミュージアム（2016年11月12日、ワーナー・ブラザース映画） - 上原あけみの彼氏 役
- 新宿スワンⅡ（2017年1月21日、ソニー・ピクチャーズエンタテインメント） - ボーイ 役
- 破門 ふたりのヤクビョーガミ（2017年1月28日、松竹） - 香港スター 役
- 話す犬を、放す（2017年3月11日、アティカス） - 葉山ケント 役
- 美しい星（2017年5月26日、ギャガ） - 阿部 役
- こどもつかい（2017年6月17日、松竹） - 中島 役
- ビジランテ（2017年12月9日、東京テアトル） - 劉 役
- 嘘を愛する女（2018年1月20日、東宝） - トシ 役
- 素敵なダイナマイトスキャンダル（2018年3月17日、東京テアトル） - 警察官 役
- ぐちゃぐちゃ（2018年4月22日、トリウッド） - 竹内 役
- きみの鳥はうたえる（2018年9月1日、コピアポア・フィルム） - 警察官 役
- 生きてるだけで、愛。（2018年11月9日、クロックワークス） - 井川 役
- ギャングース（2018年11月23日、キノフィルムズ） - 王 役
- 青の帰り道（2018年12月7日、NexTone） - ケン 役
- マスカレード・ホテル（2019年1月18日、東宝） - 松岡高志 役
- パラレルワールド・ラブストーリー（2019年5月31日、松竹） - 柳瀬礼央 役[3]
- ヒキタさん!ご懐妊ですよ（2019年10月4日、アルケミー・プロダクションズ） - 大学生のヒキタクニオ 役 [4]
- ブルーアワーにぶっ飛ばす（2019年10月11日、ビターズ・エンド） - 喫茶店のカップル 役
- 燕 Yan（2020年6月5日、catpower） -  主演・早川燕 役
- バイプレイヤーズ 〜もしも100人の名脇役が映画を作ったら〜（2021年4月9日、東宝映像事業部） - 監督 水野 役
- Pure Japanese（2022年1月28日、アミューズ） - 中国人ブローカー ハタ 役
- ツユクサ（2022年4月29日、東京テアトル） - 寒川教授 役
- ハケンアニメ！（2022年5月20日、東映） - 逢里哲哉 役[5]
- アキラとあきら（2022年8月26日、東宝） - 銀行員先輩 役
- ある男（2022年11月18日、松竹） - 田島 役
- ナニワ金融道  - 泥沼亀之助 役
  - ナニワ金融道〜灰原、帝国金融の門を叩く!〜（2022年11月25日、ティ・ジョイ)
  - ナニワ金融道〜銭と泪と権利と女〜（2022年12月2日、ティ・ジョイ)
  - ナニワ金融道〜大蛇市マネーウォーズ〜（2022年12月9日、ティ・ジョイ)
- 渇水（2023年6月2日、KADOKAWA） - 水道局員 役
- サーチライト-遊星散歩-（2023年10月14日、SPOTTED PRODUCTIONS） - 黄 役
- PERFECT DAYS（2023年12月22日、ビターズ・エンド） - 酔っ払いのサラリーマン 役[6]
- 愛に乱暴（2024年8月30日、東京テアトル） - 李 役 [7]
- 国宝（2025年6月6日、東宝） - 松浪 役

### 配信映画
- パレード（2024年2月29日、Netflix） - 匡 役
- 不都合な記憶 （2024年9月27日、Amazon Prime Video） - 小笠原医師 役[8]

### 短編映画
- TOMA2号（2023年） - 長谷川走 役

### テレビドラマ
- NHK
  - 水族館ガール（2016年） - 植木隆志 役
  - 夏目漱石の妻（2016年） - 泥棒 役
  - 星新一の不思議な不思議な短編ドラマ「地球から来た男」（2022年） - 犬の散歩をする男 役
  - 大奥（2023年） - 勝田頼秀 役[9]
  - アナウンサーたちの戦争（2023年） - 深尾重正 役[10]
  - ミワさんなりすます（2023年） - 紀土健太郎 役[11]
  - 未解決事件 File.10 下山事件 （2024年） - 事務官 役
  - 連続テレビ小説 おむすび（2024年） - 石渡常次 役[12]
  - 東京サラダボウル 第8話（2025年） - リ・ホンヘイ 役

- NHK Eテレ
  - 谷グチ夫妻（2015年） - マコト 役
  - ハルカの光（2021年） - 洋介 役
  - 東京の雪男（2023年） - 本田喜一朗 役[13]

- テレビ朝日
  - 内閣情報調査室 特命調査官・ハト（2017年） - 三津林隆一 役
  - 緊急取調室 SECOND SEASON（2017年） - 警察官 小宮 役
  - ノッキンオン・ロックドドア 第7話（2023年） - 宍戸大樹 役

- テレビ東京
  - 孤独のグルメ Season5 第5話（2015年10月31日） - 劉真一 役[14]
  - 警視庁特命刑事☆二人 代官山コールドケース（2015年） - 風見陽平 役
  - バイプレイヤーズ～もしも6人の名脇役がシェアハウスで暮らしたら～（2017年） - 助監督（水野） 役
  - 現ナマ弁護士（2017年） - 佐藤刑事 役
  - 100万円の女たち（2017年） - 水口博 役
  - 破獄（2017年） - 太田照夫 役
  - コードネームミラージュ（2017年） - ウェン 役
  - 下北沢ダイハード（2017年） - 柏木 役
  - 新宿セブン（2017年） - 劉 役
  - バイプレイヤーズ～もしも名脇役がテレ東朝ドラで無人島生活したら～（2018年） - 助監督（水野） 役
  - ヘッドハンター（2018年） - 榊 役
  - ミッドナイト・ジャーナル 消えた誘拐犯を追え!七年目の真実（2018年） - 木原宏樹 役
  - 二つの祖国（2019年） - ジェームス林 役
  - あまんじゃく 元外科医の殺し屋 最後の闘い（2020年） - 中之島勉 役
  - きょうの猫村さん（2020年） - 犬神たかし 役
  - バイプレイヤーズ～名脇役の森と100日間～（2021年） - 監督（水野） 役
  - アノニマス〜警視庁“指殺人”対策室〜 第7話・最終話（2021年3月8日・15日） - 沢登一 役
  - ハクタカ 白鷹雨音の捜査ファイル（2021年)  - 遠山蓮 役
  - 嫌われ監察官 音無一六 season1 第1話（2022年5月6日） - 広瀬貴大 役
  - 大川と小川の時短捜査（2022年9月12日） - 斎藤慎一 役
  - 推しを召し上がれ〜広報ガールのまろやかな日々〜（2024年1月11日 - ） - 金城剛 役[15]
  - 大川と小川の休日捜査（2024年9月30日）- 斎藤慎一 役 [16]
  - 法廷のドラゴン 第6話（2025年2月21日） - 宇津木杉央 役[17]

- フジテレビ
  - イチケイのカラス（2021年） - 岡崎恵一 役

- 日本テレビ
  - ネメシス（2021年） - 黒田秀臣 役

- TBS
  - パパとムスメの7日間（2022年7月27日 - 9月14日） - 中嶋耕介 役[18]
  - クロサギ 第5話（2022年11月19日） - マーセン 役

- TOKYO MX
  - スポットライト第5話 Temporary room（2020年） - 野口清作 役

- 毎日放送
  - 闇金ウシジマくん Season3（2016年） - トーキー 役
  - 最高のオヤコ（2016年） - 刑事 役
  - スカム（2019年） - 杜洋平 役[4][19]
  - #居酒屋新幹線 第7話（2022年2月2日） - 八溝哲也 役
  - モトカレ←リトライ 第6話（2022年5月12日） - 乍吉一 役

- 関西テレビ
  - 素敵な選TAXI SPECIAL〜湯けむり連続選択肢〜（2016年） - AD 役
  - 名もなき復讐者 ZEGEN（2019年） - 李雪蘭の夫 役
  - あと3回、君に会える（2020年） - 白田 役
  - 東京男子図鑑（2020年） - 丸尾充洋 役
  - 全ラ飯 第12話（2023年） - 吴阜林 役
  - 秘密〜THE TOP SECRET〜 第4話・第5話（2025年2月17日・24日） - 帽子の男 / 王福龍 役[20]

- 朝日放送テレビ
  - サウナーマン〜汗か涙かわからない〜（2019年） - オウショウ 役[21]

- 読売テレビ
  - おじさんはカワイイものがお好き。（2020年） - 木庭春生 役
  - しょうもない僕らの恋愛論（2023年） - 野口 役[22]
  - オクトー 〜感情捜査官 心野朱梨〜 Season2 第5話（2024年10月31日、読売テレビ） - 渋谷健吾 役[23]

- テレビ熊本
  - 長野濬平〜近代養蚕業の開祖〜（2015年） - 江上親蔵 役

- NHK BSプレミアム
  - 嫌な女（2016年） - 弁護士 滝 役
  - シリーズ・江戸川乱歩短編集「1925年の明智小五郎」心理試験（2016年） - 刑事 役
  - シリーズ・横溝正史短編集「金田一耕助登場!」黒蘭姫（2016年） - 沢井 役
  - 嘘なんてひとつもないの（2017年） - バイク便 役
  - 男の操（2017年） - マスター 役
  - シリーズ・横溝正史短編集「金田一耕助 踊る!」犬神家の一族（2020年） - 藤崎鑑識 役
  - おもひでぽろぽろ（2021年） - 伊藤 役
  - シリーズ・江戸川乱歩短編集「新!少年探偵団」怪人二十面相（2021年） - コック、紙芝居屋、ホテルボーイ 役
  - 『星新一の不思議な不思議な短編ドラマ』『地球から来た男』（2022年4月26日、BS4K・BSプレミアム）[24]
  - あの胸が岬のように遠かった〜河野裕子と生きた青春〜（2022年） - 永田淳 役
  - 幸運なひと（2023年） - 佐々木 役

- BSテレビ東京
  - ワカコ酒 Season3（2017年） - 客 役
  - プリズンホテル（2017年） - 藤野涼太 役
  - 猫とコワモテ2（2018年） - 猫カフェ店員 役
  - 最果てから、徒歩5分 第5話（2022年） - 萩原叶夢 役

- WOWOW
  - 撃てない警官（2016年） - 青木隆弘 役
  - 石つぶて 警視庁 二課刑事の残したもの（2017年） - 国税局職員 川口 役
  - 盗まれた顔（2019年） - 江青龍 役
  - 坂の途中の家（2019年） - 松下忠宏 役
  - ポイズンドーター・ホーリーマザー（2019年） - 矢代 役
  - いりびと-異邦人-（2021年） - ホテルスタッフ 役
  - 椅子 第1話「電球を替えたい」（2022年5月27日） - 彼氏 役 [25]
  - ダブル（2022年） - 永田信也 役[26]
  - ワンナイト・モーニング 第7話「月見そば」（2022年9月16日） - 主演・堀田誠 役（石橋菜津美とダブル主演）[27]
  - 鵜頭川村事件（2022年） - 記者 役
  - 白暮のクロニクル（2024年） - ムラカミ 役[28]

### 配信ドラマ
- Netflix
  - 深夜食堂 -Tokyo Stories-（2016年） - 栗原順平 役
  - ヒヤマケンタロウの妊娠（2022年） - 男性妊婦 後藤 役
  - 恋愛バトルロワイヤル（2024年） - 借金取り 役

- Amazon Prime Video
  - 日本をゆっくり走ってみたよ 〜あの娘のために日本一周〜（2017年） - 山田 役

- AbemaTV
  - 会社は学校じゃねぇんだよ（2018年） - 記者 役
  - 酒癖50（2021年） - 鬼塚 役

- U-NEXT
  - 君と会えた10＋3回（2020年） - 白田 役

- FOD
  - HEART ATTACK （2025年） - シド 役[29]

### WEBムービー
- 明光義塾「おしえるしごと、おそわるしごと」（2015年） - 講師 役[30]
- 日本政府観光局・VISIT JAPAN CHINA・恋恋九州（2015年） - 見竹武 役[31]
- YouTube Premium「隙間男」（2018年） - 隆信 役
- 日本政府観光局・VISIT JAPAN TAIWAN・玩出屬於我的日本（2020年） - カイ 役
- zazous creators 「Prayer」（2021年）
- NTT docomo「ハートディスタンス」（2021年） - 佐藤洋右 役
- smash. Vertical Theater「スマホラー」マスクする（2021年） - 武雄 役
- 体験型ホラー「ROOOM」（2021年） - 矢口徹 役
- Naokiman HORROR SHOW「チルドレン」（2023年）[32]

### CM
- 東京シティ競馬「出会い」篇（2016年）
- NIKE「身の程知らず」（2016年）
- リクナビNEXT「続・応援歌 銭湯」篇（2017年）
- ファイナルファンタジーXIV MEMORIES（2017年）
- CIAOちゅ〜る「プロちゅーらー田中」篇（2017年）
- グランツーリスモSPORT「11歳のスゴ技」篇（2017年）
- ゆうちょ銀行 「あの人も、ゆうちゃん？」篇 その1〜その3（2018年）
- YouTube Premium「電車でゆずりあい」篇（2020年）
- Family Mart 「新ファミマの甘味焙煎コーヒー 稲垣さん」篇（2020年）
- ふわっち 「配達員」篇（2020年）
- 味の素 アミノバイタル「網野さん登場」篇（2020年）
- 未来をここからプロジェクト「自転車」篇（2021年）
- パーソルテクノロジースタッフ 「専門にこだわる部長」篇（2021年）
- JR SKISKI 「冬の空気を変えろ。」篇 ナレーション（2021年）
- コカ・コーラ リアルゴールド 「見えない頑張り応援」篇 （2021年）
- 花王 サクセス24「汗かくたび香る！」篇（2021年）
- YouTube Premium「電車で動画もYouTube Musicも」篇（2021年）
- 味の素 アミノバイタル「リモート飲み」篇（2021年）
- ビッグモーター「みんなで輪唱」篇（2021年）
- Canon Find Your Focus〜ひろげよう。まだない視界を〜「医療AI」篇（2021年）
- KDDI povo「たまねぎ食べ放題」篇（2021年）
- 東京ガス「子育てのプレイボール」篇（2022年）
- 日本郵政「ご近所散歩中」篇（2022年）
- 味の素 アミノバイタル「最後まで抗え」篇（2022年）
- リーガルフォース「脳内会議」篇（2022年）
- NTT docomoクリニクス「もう病院で待たなくていいんだ」篇（2023年）
- Tポイント「プレイバックTポイント」篇（2023年）
- レバテック「謎の名刺とITスキル」篇（2024年）
- はなさく生命「はなさく変額保険 ただの保険じゃないらしい」篇（2025年）
- サッポロビール「サッポロサワー 氷彩1984 登場」篇（2025年）

### MV
- back number 「それでもなおできることのすべてを君に」（2015年）
- 西野七瀬「釣り堀」（2016年）
- MOROHA「いくつものいつもの」（2016年）
- 上白石萌音「懐かしい未来」（2022年）

### ラジオドラマ
- NHK FM Theater 「朝が生まれる」（2022年） - 小宮陽登 役

### 舞台
- M&Oplaysプロデュース「家族の基礎 〜大道寺家の人々〜」（2016年9月6日 - 28日、Bunkamuraシアターコクーン ※2016年10月、地方公演あり）[33]
- 猫のホテル「秘境温泉名優ストリップ」（2018年）[34]

### その他
- 「大人のしがらみ劇場〜絶体絶命アンサー〜 恐怖のご祝儀袋」（2016年 朝日放送） - 山田雄太 役
- シャキーン!「5年3組 表情ゆたか先生」（2018年 NHK Eテレ） - 鈴木先生 役
- NHK スペシャル「シリーズ 大江戸 第３集 不屈の復興！！ 町人が闘った“大火の都”」（2018年 NHK） - 与力 役
- 「矢口史靖の映画の常識、それほんと!? season2」（2018年 日本映画専門チャンネル） - 鈴木刑事 役